# فابریس ژانه
فابریس ژانه (فرانسوی: Fabrice Jeannet‎؛ زادهٔ ۲۰ اکتبر ۱۹۸۰) شمشیرباز اهل فرانسه است.
وی همچنین برندهٔ جوایزی همچون لژیون دونور (شوالیه) شده‌است.
وی در مسابقات کشوری و بین‌المللی در مجموع برندهٔ ۷ مدال طلا، ۳ مدال نقره، ۲ مدال برنز شده‌است.